# Rivière à la Perche
Rivière à la Perche är ett vattendrag i Kanada.   Det ligger i provinsen Québec, i den östra delen av landet, 600 km norr om huvudstaden Ottawa.
Trakten runt Rivière à la Perche är nära nog obefolkad, med mindre än två invånare per kvadratkilometer.